# Baumstumpf

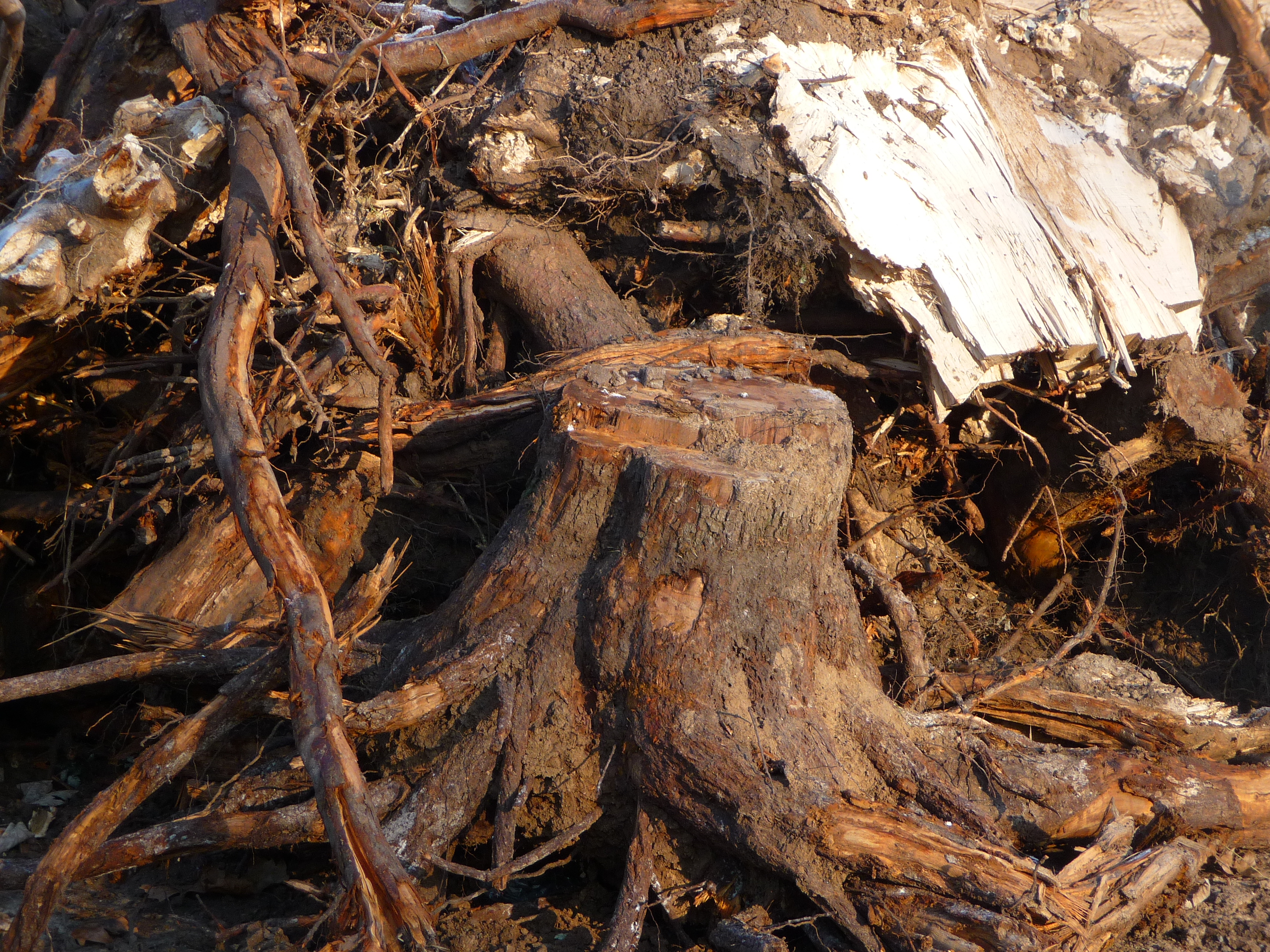
Ausgegrabener Baumstumpf

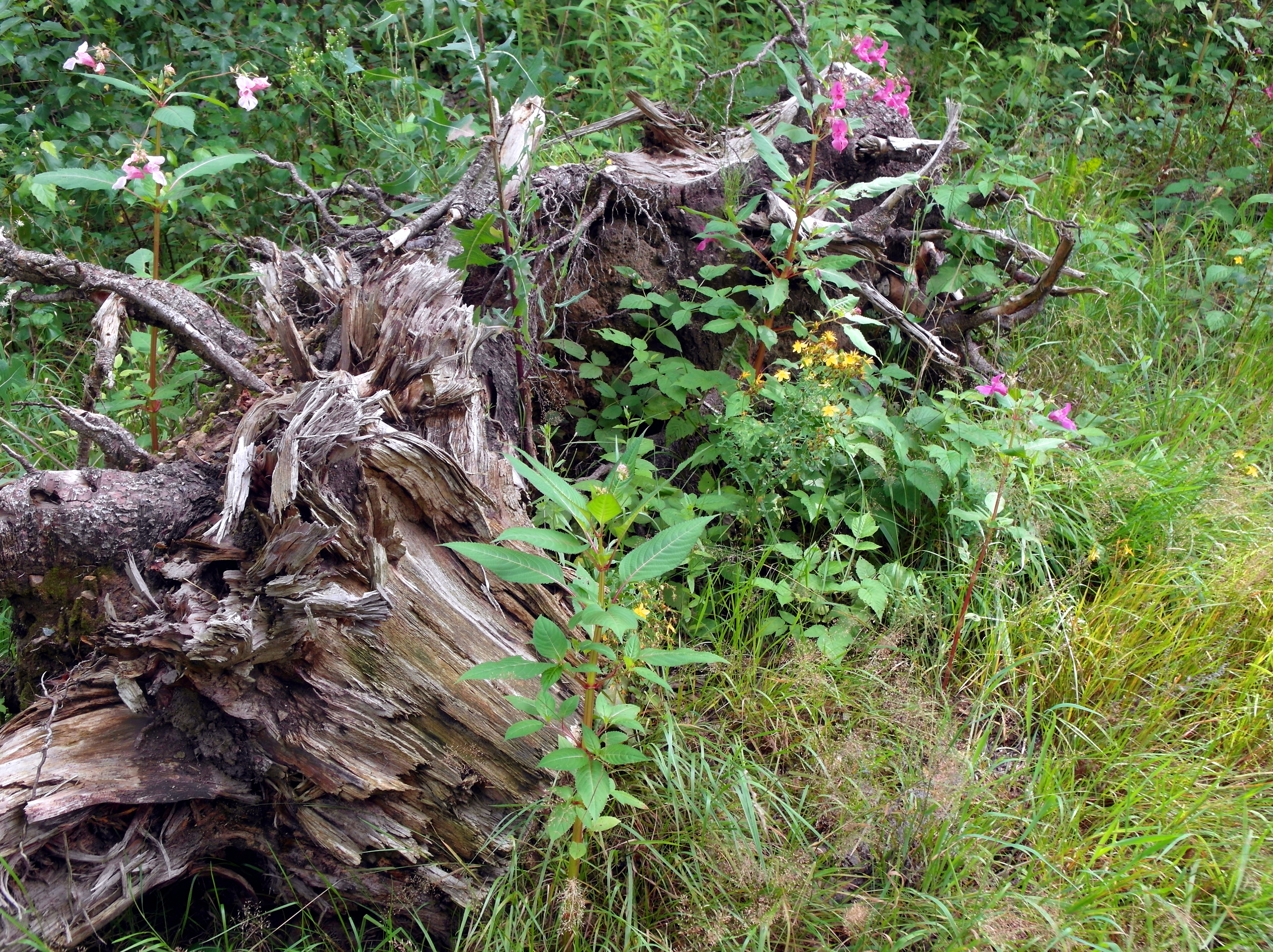
Naturkreislauf

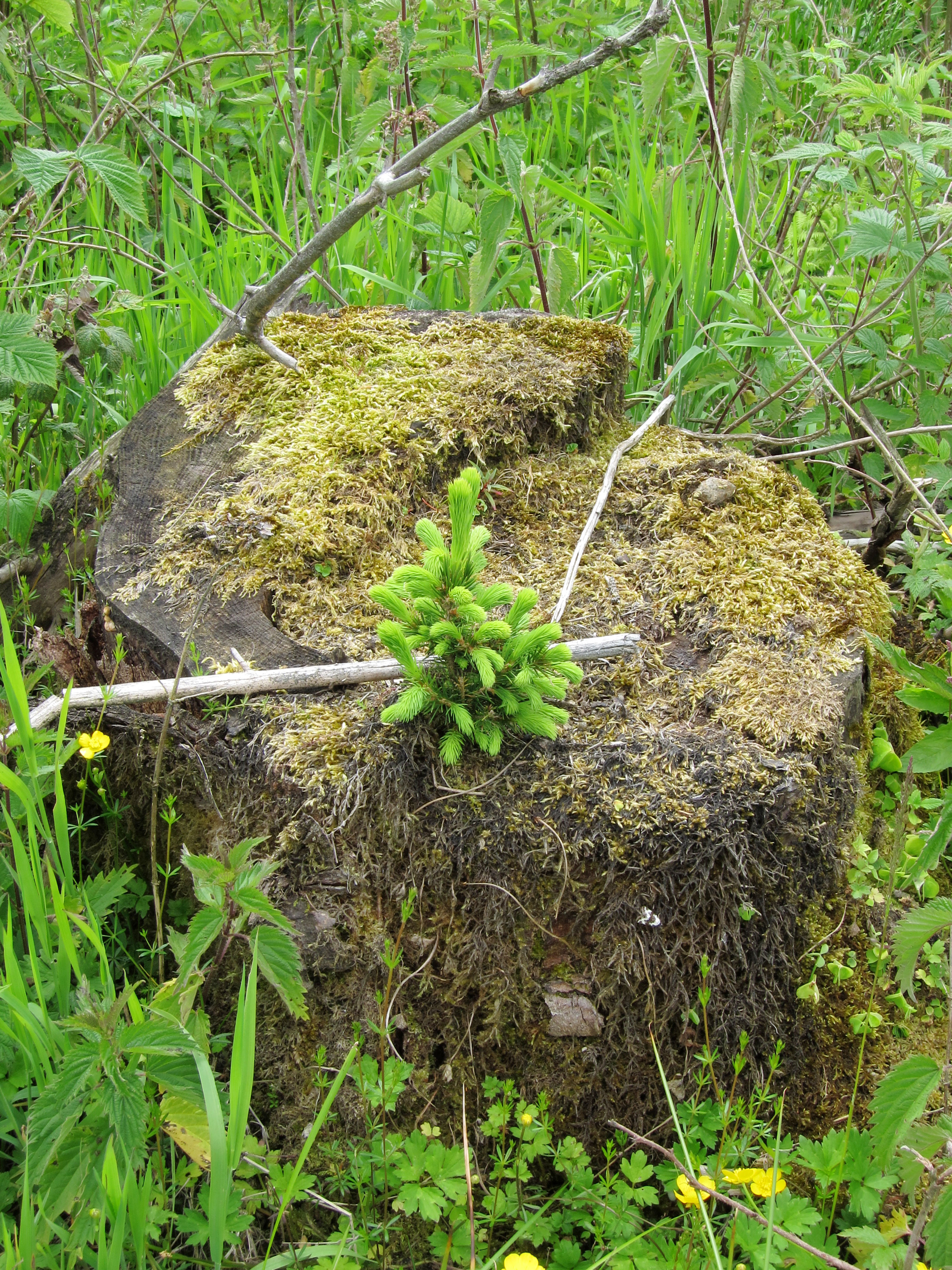
Junge Fichte (Picea) auf Baumstumpf (Totholzverjüngung)

Ein Baumstumpf (auch Strunk, Stubben, Stumpen, Stuken, Stucken, Wurzelstock, süddeutsch Knorz), forstlich Stockholz oder Erdstammblock, ist das Überbleibsel eines Baumes, das nach der Baumfällung am Hiebort verbleibt und aus dem Erdreich ragt. Ein Baumstumpf verbleibt ebenso nach dem Bruch eines abgestorbenen Baumes (Baumleiche) oder bei Windbruch. 
Ein Wurzelstock besteht aus:
- Wurzelholz: der gesamte unterirdische Teil des Baumes
- Stubbenholz, Strunkholz im eigentlichen Sinne: das verbliebene oberirdische Stammstück

Dieses Wurzelwerk hat einen minderen holzwirtschaftlichen Nutzwert und kann nur mit Mühe geborgen werden. Es ist jedoch von ökologischem Wert.
Ein Baumstumpf gehört zum Totholz und bildet ein Biotop z. B. für bestimmte seltene Insekten oder Pilze wie den Klebrigen Hörnling. Andererseits bildet er auch Eintrittspforten für Forstschädlinge wie den Wurzelschwamm, welcher über Stubben in die Wurzeln eindringt und im Boden das Wurzelwerk der umstehenden Bäume infizieren kann.
In der Forstwirtschaft bleibt der Baumstumpf in der Regel stehen. Im Bergwald hilft er bis zum Anwuchs des neuen Bestandes zwischenzeitlich den Hang zu befestigen. Man geht grob geschätzt von einem Jahr Verrottungszeit je zehn Zentimeter Strunkhöhe aus. Probleme bereiten teilweise Baumstümpfe mit anhängendem Wurzelteller, die bei einem schweren Sturmschaden aus der Erde gerissen wurden.
Im Garten- und Landschaftsbau sind die Stümpfe häufig unerwünscht. Für eine schnelle Entfernung können sie ausgegraben werden, was bei älteren Bäumen in der Regel mit dem Bagger erfolgt. Zur vollständigen Entfernung kann auch ein Rodungsmesser, ein Anbaugerät für Bagger, oder eine Baumstumpffräse im Rahmen der Wurzelstockrodung zum Einsatz kommen. Eine Stubbensprengung wird nur in Ausnahmefällen, insbesondere in schwer zugänglichem Gelände, durchgeführt. Um ein schnelleres Verrotten eines Stumpfes zu fördern, können Rillen in die Oberfläche gesägt werden, die holzzersetzenden Pilzen und Bakterien die Besiedlung erleichtern.
Manche Bäume, insbesondere Laubholz, sterben nach der Fällung aber nicht, sondern treiben neu aus. Diese Triebe nennt man Stockausschlag. Sie können sich zu einem mehrstämmigen Baum auswachsen, aber auch zu einem einzelnen Stamm verwachsen. Diese Eigenschaft wird in der Niederwaldwirtschaft zur Regeneration der Bestände genutzt. Bekannt sind hierfür etwa Eiche, Edelkastanie, Weiden, Hainbuche, Linden und Esche.
Manchmal kann man auch beobachten, dass Stubben überwallen, ohne dass es zu einem Austrieb kam, oder dass Baumstümpfe auch nach vielen Jahren nicht absterben, obwohl sich keinerlei Wachstum bemerkbar macht. Das Wurzelsystem des verbliebenen Baumstumpfs erhält dann Nährstoffe von den Nachbarbäumen und kann so noch eine Zeitlang weiterleben.
In früherer Zeit war das Roden von Baumstümpfen eine schwere und zeitraubende Arbeit, die von Hand vorgenommen werden musste, weil keine geeigneten Maschinen zur Verfügung standen. Teilweise wurde diese Arbeit ärmeren Leuten überlassen, die als Bezahlung den ausgegrabenen Stumpf als Brennholz verwenden durften.

## Verwendung
Wurzelholz wird häufig in Luxusmöbeln, den Griffen von Messern und auch in Autos eingesetzt.
- Einzigartige Maserung: Unregelmäßige, oft wirbelartige Strukturen mit teils exotischen Mustern.
- Farbenvielfalt: Von hellen Beige und Goldtönen bis zu dunklen Brauntönen oder rötlichen Nuancen.
- Hohe Dichte und Härte: Holz der Wurzeln ist meist härter und widerstandsfähiger als das Holz aus dem Stamm oder den Ästen.
- Seltenheit und Preis: Wurzelholz ist schwierig zu beschaffen und die Bearbeitung ist sehr aufwendig und anspruchsvoll.[3][4]